# ليون كرول
ليون كرول (بالإنجليزية: Leon Kroll)‏ هو رسام أمريكي، ولد في 6 ديسمبر 1884 في نيويورك في الولايات المتحدة، وتوفي في 25 أكتوبر 1974 في غلوستر في الولايات المتحدة.